# Raffinerie de Touapsé
La raffinerie de Touapsé est une raffinerie de pétrole implantée à Touapsé, dans le kraï de Krasnodar, en Russie. Mise en service en 1929, elle appartient à Rosneft depuis 1992. Elle présente une capacité de production de 240 000 barils par jour. Dans le cadre de la guerre russo-ukrainienne, elle a été frappée à de nombreuses reprises par des drones kamikazes, en 2024, et 2025,.